# Zinaida Voronina
Zinaida Borisovna Voronina, em russo: Зинаида Борисовна Воронина, (Yoshkar-Ola, 10 de dezembro de 1947 – Moscou, 17 de março de 2001) foi uma ginasta que competiu em provas de ginástica artística pela extinta União Soviética. 
Filha de mãe alcóolatra, Zinaida nunca conheceu seu pai. Na escola, apresenta à modalidade gímnica, encantou-se. No final de 1965, aos dezoito anos, mudou-se para a cidade de Moscou, junto ao técnico Vladimir Shelkovnikov, para treinar ginásio nacional Dinamo. Sua primeira competição foi o Nacional Soviético, do qual saiu com a medalha de prata nos exercícios de solo e a quarta colocação geral individual. Na edição do ano seguinte, repetiu o resultado no solo, conquistou o bronze do salto sobre o cavalo e caiu uma colocação geral, ao encerrar na quinta. Internacionalmente, estreou no Mundial de Dortmund, na Alemanha Ocidental, no qual conquistou a prata por equipes, ao lado de Polina Astakhova, Olga Kharlova, Natalia Kuchinskaya, Larissa Latynina e Larissa Petrik. Nas disputas individuais, foi a décima colocada geral, em prova conquistada pela tcheca Věra Čáslavská; já no solo, foi a medalhista de bronze.
Em 1967, participou de seu primeiro campeonato continental, o Europeu de Amsterdã, no qual conquistou três medalhas em cinco finais disputadas: no concurso geral, superada por Caslavska, que venceu todas as provas, foi a medalhistade prata; nos aparelhos, foi a terceira colocada no solo e na trave de equilíbrio; no salto e nas barras assimétricas, foi à quinta e à quarta posições. Mais adiante, qualificou-se para disputar os Jogos Olímpicos da Cidade do México, ao encerrar o Pré-Olímpico na quinta colocação geral. No ano seguinte, conquistou quatro medalhas nas cinco finais nacionais individuais, disputadas antes de competir em sua estreia olímpica, nos Jogos do México. Neles, conquistou a medalha de ouro por equipes e a de prata no concurso geral; nos aparelhos, foi a medalhista de bronze no salto e nas barras assimétricas. Entre 1968 e 1970, a atleta casou-se com o também ginasta Mikhail Voronin, com quem teve um filho, Dmitry, nascido em 25 de agosto de 1969. No ano seguinte, no intuito de participar dos Jogos Olímpicos de 1972, competiu no Mundial de Liubliana, no qual alcançou três bronzes individuais - all around, solo e barras assimétricas - e o ouro nas provas coletivas. Em 1972, ao não atingir classificação, tentou trabalhar como treinadora da modalidade. Contudo, problemas com a bebida a fizeram afastar-se do esporte em definitivo. Apesar dos sete anos de carreira como ginasta, nunca foi campeã nacional.
Em 1980, após divorciar-se de Voronin, perdeu a guarda do filho para o ex-marido e mudou-se para uma cidade vizinha a Moscou, Balashikha. Lá, trabalhou em uma fábrica durante vinte anos. Em março de 2001, faleceu.